# Klaas Bond
Klaas Bond (Volendam, 14 januari 1959) is een Nederlandse auteur en docent. 

## Levensloop
Bond studeerde Nederlandse Taal- en Letterkunde aan de Universiteit van Amsterdam. Hij is docent Nederlands aan het Don Bosco College in Volendam. 
Bond schrijft jeugdboeken over de manier waarop jongeren omgaan met gevoelens, tegenslagen, het zoeken naar zekerheden, gayseksualiteit en manieren om je leven vorm te geven. In 2001 kwam zijn eerste boek Gevoelige snaren uit. In 2002 volgde Groener gras dat werd genomineerd voor de Prijs van de Jonge Jury 2004. In 2004 kwam Geesten uit, en in 2007 Angels & Demons. Veroordeel me, dat in 2008 verscheen, is zijn eerste literaire thriller voor volwassenen. 
Bond was de leraar Nederlands van Nick & Simon. In 2016 kwam zijn biografie over het duo uit.